# Werkstoffnummer
Il werkstoffnummer (in lingua italiana, numero materiale) indica la descrizione di un materiale.
Il werkstoffnummer di un acciaio inizia secondo la Norma Europea, sempre con 1., se di metallo pesante (außer Eisen) con 2., se di metalli leggeri con 3., seguito da quattro cifre. Il numero Werkstoffnummern per gli acciai è dato dal Stahlinstitut VDEh.
Il werkstoffnummer di una lega d'alluminio inizia sempre secondo norma europea con EN AW seguito da quattro cifre Knetlegierung o EN AC con cinque cifre per una lega metallica.

## Acciaio e ferro
Werkstoffnummern ha il seguente formato: 1.2345(67). Secondo la norma EN 10027-2:1992-09 può il numero avere le ultime due cifre (45) fino a quattro posti, se necessario aumentare il numero di tipi.
Secondo la norma ritirata DIN-Norm DIN 17007-2:1961-09 vi sono 6 posti che indicano il processo di creazione dell'acciaio e 7 di forma di fornitura.
Il seguente Werkstoffnummer è esplicitato nella sua composizione numerica:
| Importanza |                                   |
| ---------- | --------------------------------- |
| 1.2345(67) | Gruppo principale materiale       |
| 1.2345(67) | Gruppo acciaio, numero sortimento |
| 1.2345(67) | numero                            |
| 1.2345(67) | numero ausiliario                 |

### Gruppi principali
| Cifra | Gruppo principale                              |
| ----- | ---------------------------------------------- |
| 0     | Acciaio da fonderia, grado di ghisa, ferrolega |
| 1     | Gruppo di acciai                               |
| 2     | Metalli pesanti non ferrosi                    |
| 3     | Metalli leggeri non ferrosi                    |
| 4     | Polveri di metallo, sinterizzazione            |
| 5…8   | Materiali non metallici                        |
| 9     | riserva (per impieghi interni)                 |

#### Gruppi principale 0 (ghisa e fonderia)
| Gruppo principale 0 (Ghisa e fonderia) | Gruppo principale 0 (Ghisa e fonderia) |
| Sortimento                             | Classe                                 |
| -------------------------------------- | -------------------------------------- |
| 00…19                                  | Ghisa                                  |
| 20…49                                  | Prelegato, altri acciai da ghisa       |
| 60…69                                  | Acciaio da fonderia, grafite a lamelle |
| 70…79                                  | Acciaio da fonderia, grafite a sfere   |
| 80…89                                  | Tempra                                 |
| 90…99                                  | Altri                                  |

#### Gruppo principale 1 (Acciaio)
| Gruppo principale 1 (Acciaio) | Gruppo principale 1 (Acciaio)                                    |                            |
| Gruppo acciaio                | Sortimento                                                       |                            |
| ----------------------------- | ---------------------------------------------------------------- | -------------------------- |
| 00, 90                        | Acciaio                                                          | Acciaio base               |
| 01, 91                        | Acciaio da costruzione con Rm<500 N mm−2                         | Acciaio non legato         |
| 02, 92                        | Altri acciai da costruzione; non temprabili; con Rm < 500 N mm−2 | Acciaio non legato         |
| 03, 93                        | Acciaio con C = <0,12 % o Rm < 400 N mm−2                        | Acciaio non legato         |
| 04, 94                        | Acciaio con C = 0,12…0,25 % o Rm=400…500 N mm−2                  | Acciaio non legato         |
| 05, 95                        | Acciaio con C = 0,25…0,55 % o Rm = 500…700 N mm−2                | Acciaio non legato         |
| 06, 96                        | Acciaio con C ≥ 0,55 % o Rm ≥ 700 N mm−2                         | Acciaio non legato         |
| 07, 97                        | Acciaio con Fosforo- o Zolfo                                     | Acciaio non legato         |
| 10                            | Acciaio con alte caratteristiche fisiche                         | Acciaio ferroso non legato |
| 11                            | Costruzione-, Macchine-, Serbatoi con C < 0,5 %                  | Acciaio ferroso non legato |
| 12                            | Acciaio per costruzione con C ≥ 0,5 %                            | Acciaio ferroso non legato |
| 13                            | Costruzione-, Macchine-, Serbatoi- con altre requisiti           | Acciaio ferroso non legato |
| 15…18                         | Acciaio per serbatoi                                             | Acciaio ferroso non legato |
| 08, 98                        | Acciaio con alte caratteristiche fisiche                         | Acciaio legato             |
| 09, 99                        | Acciaio per diversi impieghi                                     | Acciaio legato             |
| 20…28                         | Acciaio per utensili                                             | Acciaio legato ferroso     |
| 32, 33                        | Acciaio veloce                                                   | Acciaio legato ferroso     |
| 35                            | Acciaio per cuscinetti                                           | Acciaio legato ferroso     |
| 36                            | Acciaio magnetico                                                | Acciaio legato ferroso     |
| 37                            | Acciaio magnetico; con Cobalto                                   | Acciaio legato ferroso     |
| 38                            | Acciaio con alte caratteristiche fisiche                         | Acciaio legato ferroso     |
| 39                            | Acciaio con alte caratteristiche fisiche; con Nichel             | Acciaio legato ferroso     |
| 40                            | Acciaio inossidabile con < 2,5 % Ni                              | Acciaio legato ferroso     |
| 41                            | Acciaio inossidabile con < 2,5 % Ni; con Mo                      | Acciaio legato ferroso     |
| 43                            | Acciaio inossidabile con ≥ 2,5 % Ni                              | Acciaio legato ferroso     |
| 44                            | Acciaio inossidabile con ≥ 2,5 % Ni; con Mo                      | Acciaio legato ferroso     |
| 45                            | Acciaio inossidabile con impieghi speciali                       | Acciaio legato ferroso     |
| 46                            | Resistenza chimica e al calore legato Nichel                     | Acciaio legato ferroso     |
| 47                            | Resistente al calore                                             | Acciaio legato ferroso     |
| 48                            | Resistente al calore ≥ 2,5 % Ni                                  | Acciaio legato ferroso     |
| 49                            | Acciaio per alte temperature                                     | Acciaio legato ferroso     |
| 85                            | Acciaio per nitrurazione                                         | Acciaio legato ferroso     |
| 87…89                         | Costruzione-, Macchine-, Serbatoi; alta tenacità e saldabile     | Acciaio legato ferroso     |
| 50…84, 86                     | Costruzione-, Macchine-, Serbatoi                                | Acciaio legato ferroso     |

#### Esempio
Werkstoffnummer 1.0144
- Acciaio (cifra 1)
- Acciaio da costruzione (Rm < 500 N.mm−2) (cifra 2 e 3)
- Nome breve: S275J2+N (cifra da 1 a 5)

1.0144 è per pezzi di macchine, Stahlhochbau, Kranbau, assali e alberi. Al posto del Werkstoffnummern può esserci anche la descrizione breve: grado degli acciai.

## Metalli non ferrosi

### Formato del Werkstoffnummern
Werkstoffnummern dei metalli non ferrosi ha il seguente formato: 1.2345.67
| Importanza |                                                                           |
| ---------- | ------------------------------------------------------------------------- |
| 1.2345.67  | Gruppo principale (1 = acciaio, 2 = metallo pesante, 3 = metalli leggeri) |
| 1.2345.67  | Sortimento                                                                |
| 1.2345.67  | Cifre ausiliarie                                                          |

### Formato per designazione breve
La designazione breve ha il seguente formato: 12-3456 78
| Importanza |                      |
| ---------- | -------------------- |
| 12-3456 78 | Costruzione, Impiego |
| 12-3456 78 | Composizione         |
| 12-3456 78 | Proprietà importanti |

## Alluminio e sue leghe
EN AW-1234 X
| Cifra | Importanza                                                           |
| ----- | -------------------------------------------------------------------- |
| EN    | Euronorm                                                             |
| A     | Alluminio                                                            |
| W     | Forma prodotto, W per leghe da deformazione, C per leghe da fonderia |
| 1     | Elemento principale                                                  |
| 2     | Lega modificata                                                      |
| 3, 4  | Descrizione diverse della lega, senza importanza per l'utenza        |
| X     | varianti nazionali                                                   |

Leghe di alluminio vengono descritte con Werkstoffnummer con la designazione della Aluminium Association, vedi leghe di alluminio.
secondo EN 573-1:1994-12

## Metalli di sinterizzazione
Sint-AA 1 2
| Cifra | Importanza                        |
| ----- | --------------------------------- |
| AA    | Lettere per il riempimento RX     |
| 1     | Cifre per la composizione chimica |
| 2     | Numero                            |

### Riempimento degli spazi
{\displaystyle R_{X}={{spessore\,del\,materiale} \over {spessore\,del\,metallo}}}
| Cifra | RX [%] | Impiego                                               | Caratteristiche                                  |
| ----- | ------ | ----------------------------------------------------- | ------------------------------------------------ |
| AF    | < 73   | Filtri per gas e liquidi                              | Scaldabile                                       |
| A     | 75±2,5 | Cuscinetti radenti                                    | buone caratteristiche d'emergenza                |
| B     | 80±2,5 | Cuscinetti radenti                                    | con olio; eccellenti caratteristiche d'emergenza |
| C     | 85±2,5 | Cuscinetti radenti, parti stampate, parti di macchine |                                                  |
| D     | 90±2,5 | Parti stampate, materiali d'attrito                   | usura- e durevolezza                             |
| E     | 98±2,5 | Parti stampate, macchine d'ufficio-, relé, scarpe     |                                                  |
| F     | > 95,5 | Parti stampate, ingranaggi, accoppiamenti             | riscaldamento veloce; usura- e durata            |
| G     | > 92   | Parti stampate, parti di pompe                        | filtri; olio e acqua                             |
| S     | > 90   | Cuscinetti radenti, elementi antifrizione             | Resistente calore                                |

### Composizione chimica
| Cifra | Importanza                                                                     |
| ----- | ------------------------------------------------------------------------------ |
| 0     | Sinterizzazione, acciaio da sinterizzazione, non legato (0…1 %)                |
| 1     | Acciaio da sinterizzazione, 1…5 % Cu, con o senza C                            |
| 2     | Acciaio da sinterizzazione; > 5 % Cu; con o senza C                            |
| 3     | Acciaio da sinterizzazione; con o senza C o Cu; altri elementi di lega < 6 %   |
| 4     | Acciaio da sinterizzazione; mit oder ohne C o Cu; altri elementi di lega > 6 % |
| 5     | Lega di sinterizzazione con più di 60% di Cu                                   |
| 6     | Lega di sinterizzazione con altri elementi                                     |
| 7     | Metallo leggero sinterizzato                                                   |
| 8, 9  | riservato                                                                      |

### Nome breve
| Nome      | Resistenza Rm [N mm−2] | Composizione                                                                           |
| --------- | ---------------------- | -------------------------------------------------------------------------------------- |
| Sint-AF40 | 10…150                 | Sinteracciaio (Cromo Nichel) Sinter-RameStagno (Bronzo) Sinter-Polietilene             |
| Sint-AF50 | 10…80                  | Sinteracciaio (Cromo Nichel) Sinter-RameStagno (Bronzo) Sinter-Polietilene             |
| Sint-AF90 | 0,2                    | Sinteracciaio (Cromo Nichel) Sinter-RameStagno (Bronzo) Sinter-Polietilene             |
| Sint-A00  | > 60                   | SinterFerro Sinterizzato, amagnetico                                                   |
| Sint-B00  | > 80                   | SinterFerro Sinterizzato, amagnetico                                                   |
| Sint-D02  | > 190                  | SinterFerro Sinterizzato, amagnetico                                                   |
| Sint-B10  | > 150                  | Acciaio sinterizzato, rame                                                             |
| Sint-E10  | > 350                  | Acciaio sinterizzato, rame                                                             |
| Sint-A11  | > 200                  | Acciaio sinterizzato, carbonio- e rame, con MoS2                                       |
| Sint-B11  | > 250                  | Acciaio sinterizzato, carbonio- e rame, con MoS2                                       |
| Sint-D11  | > 500                  | Acciaio sinterizzato, carbonio- e rame, con MoS2                                       |
| Sint-S11  | > 45                   | Acciaio sinterizzato, carbonio- e rame, con MoS2                                       |
| Sint-B21  | > 250                  | Acciaio sinterizzato, carbonio, oltre 5 % Cu Acciaio sinterizzato, infiltrazioni di Cu |
| Sint-C21  | > 350                  | Acciaio sinterizzato, carbonio, oltre 5 % Cu Acciaio sinterizzato, infiltrazioni di Cu |
| Sint-G22  | > 75                   | Acciaio sinterizzato, carbonio, oltre 5 % Cu Acciaio sinterizzato, infiltrazioni di Cu |
| Sint-C30  | > 260                  | Acciaio sinterizzato, Cu- e Ni                                                         |
| Sint-D30  | > 550                  | Acciaio sinterizzato, Cu- e Ni                                                         |
| Sint-A34  | > 120                  | Acciaio sinterizzato con Cu e Sn Acciaio sinterizzato, Fosforo                         |
| Sint-B34  | > 170                  | Acciaio sinterizzato con Cu e Sn Acciaio sinterizzato, Fosforo                         |
| Sint-C35  | > 230                  | Acciaio sinterizzato con Cu e Sn Acciaio sinterizzato, Fosforo                         |
| Sint-D35  | > 300                  | Acciaio sinterizzato con Cu e Sn Acciaio sinterizzato, Fosforo                         |
| Sint-S41  | > 85                   | Acciaio sinterizzato con C, Cu, Ni Sinter-CuSn Sinter-CuSn, Grafite                    |
| Sint-A50  | > 70                   | Acciaio sinterizzato con C, Cu, Ni Sinter-CuSn Sinter-CuSn, Grafite                    |
| Sint-D50  | > 220                  | Acciaio sinterizzato con C, Cu, Ni Sinter-CuSn Sinter-CuSn, Grafite                    |
| Sint-S51  | > 40                   | Acciaio sinterizzato con C, Cu, Ni Sinter-CuSn Sinter-CuSn, Grafite                    |
| Sint-C82  | > 90                   | Sinter-CuZn (lega d'ottone) Sinter-CuSn, C- e Pb Sinter-CuNiZn Sinter-CuNiFe, grafite  |
| Sint-D52  | > 100                  | Sinter-CuZn (lega d'ottone) Sinter-CuSn, C- e Pb Sinter-CuNiZn Sinter-CuNiFe, grafite  |
| Sint-S53  | > 45                   | Sinter-CuZn (lega d'ottone) Sinter-CuSn, C- e Pb Sinter-CuNiZn Sinter-CuNiFe, grafite  |
| Sint-C54  | > 100                  | Sinter-CuZn (lega d'ottone) Sinter-CuSn, C- e Pb Sinter-CuNiZn Sinter-CuNiFe, grafite  |
| Sint-S61  | > 80                   | Sinter-CuZn (lega d'ottone) Sinter-CuSn, C- e Pb Sinter-CuNiZn Sinter-CuNiFe, grafite  |
| Sint-D71  | > 90                   | Alluminio sinterizzato (AlMgCu o AlCuMg)                                               |
| Sint-E71  | > 100                  | Alluminio sinterizzato (AlMgCu o AlCuMg)                                               |
| Sint-D73  | > 120                  | Alluminio sinterizzato (AlMgCu o AlCuMg)                                               |
| Sint-E73  | > 140                  | Alluminio sinterizzato (AlMgCu o AlCuMg)                                               |

## Termoplastici
AA-B CDDDDDDD 11-E222 GH33
| Cifra   | Importanza                                                        |
| ------- | ----------------------------------------------------------------- |
| AA      | Numero breve per polimero principale (esempio PP = Polipropilene) |
| -B      | Lettera per altre caratteristiche.                                |
| C       | Previsione di procedimento costruttivo.                           |
| DDDDDDD | Caratteristica qualitativa (additivo e colore).                   |
| 11-E222 | Informazione sulla resistenza e Melt Flow Index.                  |
| G       | Materiale aggiunto alla composizione.                             |
| H       | Forma o struttura della composizione aggiuntiva.                  |
| 33      | Percentuale di peso % dei componenti.                             |

vedi anche: ISO 1872